# 운동 에너지

운동 에너지(영어: kinetic energy)는 운동하고 있는 물체 또는 입자가 갖는 에너지이다. 주어진 물체의 어떤 속도에서의 운동에너지는 그 물체를 정지 상태에서 그 속도까지 가속시키는데 필요한 일의 양으로 정의된다. 가속이 되어 운동 에너지를 얻게 되면 속도의 크기가 변하지 않는 한 그 운동에너지를 유지한다. 또한, 그 운동 상태에서 정지 상태까지 감속시키는데 필요한 에너지 또한 원래 그 물체의 운동 에너지와 같다.
고전 역학에서 질량이 m인 비회전체의 속도의 크기가 v일 때 물체의 운동 에너지는 {\displaystyle {\frac {1}{2}}mv^{2}}이다.

## 역사
고전역학에서 E ∝ mv2라는 원리는 처음 고트프리트 라이프니츠와 요한 베르누이에 의해 고안되었는데, 이 때 운동 에너지를 살아있는 힘(vis viva)라고 묘사하였다. 네덜란드의 그라브산드는 이 관계의 실험적인 증거를 제시하였다. 물체를 점토 블럭에 떨어뜨리면서 그라브산드는 그들의 관통 깊이가 충돌 속도 크기의 제곱에 비례하는 것을 발견하였다. 브르퇴유는 실험 결과가 암시하는 바를 인지하였고 자신의 설명을 발표하였다.
운동 에너지 와 일이라는 용어의 현대의 과학적 의미는 19세기 중반으로 거슬러 올라간다. 코리올리는 1829년에 Du Calcul de l'Effet des Machines를 발표하는데 여기에서 운동 에너지를 수학적으로 기술하려고 시도하였다. 윌리엄 톰슨은 약 1849-51년도에 "운동 에너지(kinetic energy)"라는 용어를 처음 쓴 것으로 알려져있다.

## 도입
에너지는 화학 에너지, 열 에너지, 전자기 복사, 중력 에너지, 전기 에너지, 탄성 에너지, 핵 에너지, 정지 에너지 등과 같이 많은 형태로 존재한다. 이것들은 크게 두 가지로 분류 할 수 있는데 바로 위치 에너지와 운동 에너지이다.
운동 에너지는 다른 형태의 에너지로 어떻게 전환이 되는지 살펴본다면 쉽게 이해될 수 있을 것이다. 예를 들면, 사이클리스트는 음식에서 제공되는 화학 에너지를 자전거를 가속 시키는데 사용한다. 평평한 표면에서 이 속도를 유지하기 위해서는 공기 저항과 마찰을 이겨내는 데 필요한 것을 빼면 더 이상 필요한 일이 없다. 이 과정에서 화학 에너지는 운동 에너지로 변환되지만 그 과정은 완전히 효율적인 것이 아니고 열을 부가적으로 생산하게 된다.
운동하는 사이클리스트와 자전거의 운동 에너지는 다른 형태의 에너지로 변환될 수 있다. 예를 들면, 사이클리스트가 충분히 높은 언덕을 만나 페달을 밟지 않은 채로 언덕 정상에서 멈추게 되었다고 하자. 그럼 운동 에너지는 완전히 중력 위치 에너지로 변환되게 되고 이것은 언덕을 다시 내려오면서 운동 에너지로 바뀌게 된다. 마찰 때문에 에너지의 손실이 생기므로 추가적으로 페달을 밟지 않는 한 원래의 속력을 가지지 못한다. 그 과정에서 에너지는 사라진 것이 아니고 마찰 때문에 다른 형태의 에너지로 전환된 것이다. 이번엔 싸이클리스트가 바퀴 하나에 발전기를 연결했다고 가정해보자. 그럼 하강하는 과정에서 전기 에너지를 생산하게 된다. 그럼 발전기가 없었을 때보다 싸이클리스트는 언덕 아래에서 더 적은 속력을 가지게 될 것이다. 이는 원래 가지고 있던 에너지 일부가 전기 에너지로 변환 되었기 때문이다. 만약 브레이크를 밟게 될 경우 운동 에너지는 마찰에 의해서 열로 빠르게 전환 될 것이다.
다른 속도의 함수인 물리량과 같이 물체의 운동 에너지 또한 물체와 관찰자의 기준계 사이의 관계에 의존한다. 그러므로 물체의 운동 에너지가 불변량인 것은 아니다.
우주선은 공전 속도에 도달하기 위해 필요한 운동 에너지를 화학 에너지로부터 얻는다. 완벽한 원 궤도의 경우 지구 근방의 우주 공간은 마찰이 거의 없기 때문에 이 운동 에너지는 일정하게 유지된다. 하지만 다시 우주선이 지구로 돌아올 경우 운동 에너지는 열로 전환된다. 만약 궤도가 타원형이거나 쌍곡선의 형태라면 공전하는 동안 운동 에너지와 위치 에너지는 지속적으로 교환된다. 근일점에서 운동 에너지는 최대, 위치 에너지는 최소가 되고 원일점에서는 운동 에너지는 최소, 위치 에너지는 최대가 된다. 그렇지만 운동 에너지와 위치 에너지의 합은 보존된다.(역학적 에너지 보존 법칙)
운동 에너지는 한 물체에서 다른 물체로 전달될 수 있다. 당구에서 플레이어가 당구공을 큐로 치게 되면 그 공에게 운동 에너지를 전달하게 된다. 만약 그 공이 다른 공과 충돌한다면 에너지가 전달 되기 때문에 멈춰 있던 공은 가속되고 다른 공은 급격하게 느려진다. 당구에서의 충돌은 탄성 충돌에 가깝다. 따라서 운동 에너지는 보존된다. 비탄성 충돌의 경우 운동 에너지는 다양한 형태의 에너지(열, 소리 등)로 분산된다.
플라이휠은 에너지를 저장하기 위해 개발되었다. 이는 운동 에너지가 회전 운동의 형태로 저장된 것이라고 볼 수 있다.
어떤 물리적 상황에서 운동 에너지를 수학적으로 기술하는 방법이 몇 가지 있다. 일상생활에서는 보통 뉴턴 역학(고전 역학)에서의 ½mv² 공식이 가장 적합하다. 하지만 물체의 속력이 빛의 속력에 가까워지면 상대론적인 효과가 나타나며 상대성 이론이 필요하게 된다. 만약 물체가 원자나 아원자 수준의 크기라면 양자 역학적인 효과가 두드러지며 양자 역학이 필요하게 된다.

## 뉴턴 운동 에너지

### 강체의 운동 에너지
고전 역학에서 점 입자(너무 작아서 질량이 한 점에 집중해 있다고 봐도 되는 물체) 혹은 비회전 강체의 운동 에너지는 그것의 속력과 질량에 의존한다. 운동 에너지는 속력의 제곱과 질량의 곱에 1/2을 곱한 것과 같다. 따라서
{\displaystyle E_{\text{k}}={\tfrac {1}{2}}mv^{2}}
이고, 여기서 {\displaystyle m}은 물체의 질량 {\displaystyle v}는 물체의 속력(혹은 속도)이다. SI 단위에서 질량은 킬로그램, 속도는 m/s로 측정된다. 그리고 운동 에너지의 단위는 줄(j)이다.
예를 들어, 어떤 사람이 80kg의 물체가 18m/s로 운동할 때 운동에너지를 계산하려고 한다면
{\displaystyle E_{\text{k}}={\frac {1}{2}}\cdot 80\,{\text{kg}}\cdot \left(18\,{\text{m/s}}\right)^{2}=12960\,{\text{J}}=12.96\,{\text{kJ}}}
인 것이다. 만약 당신이 공을 던진다면 당신은 공을 가속시키기 위해 일을 가할 것이고, 그 공이 어떤 물체에 부딪히고 그 물체를 움직이게 한다면 부딪힐 때 공이 그 물체에게 일을 해 준 것이다. 그런데, 운동 에너지는 정지 상태에서 어떤 속력까지 가속시키는데 필요한 일이므로 알짜힘 x 변위 = 운동 에너지인 것이다. 즉,
{\displaystyle Fs={\tfrac {1}{2}}mv^{2}}
이다.
운동 에너지는 속력의 제곱에 비례하기 때문에 물체의 속력이 두 배가 된다면 운동 에너지는 네 배가 된다. 예를 들어, 어떤 차가 다른 동일한 질량의 차보다 두 배의 속력으로 달리고 있다고 하자. 두 차가 브레이크를 밟을 때 마찰력이 동일하다고 하면 속력이 두 배 빠른 차가 네 배더 많은 거리를 브레이크를 밟아야 완전히 멈출 수 있다. 이는 감속하는데 걸리는 시간이 네 배인 것을 의미한다.
물체의 운동에너지는 또한 운동량과도 관계가 있는데, 이는 다음을 만족한다.
{\displaystyle E_{\text{k}}={\frac {p^{2}}{2m}}}
여기서, {\displaystyle p}는 물체의 운동량, {\displaystyle m}은 물체의 질량이다.
병진식 운동 에너지, 강체의 선형 운동에서의 운동 에너지 또한
{\displaystyle E_{\text{t}}={\tfrac {1}{2}}mv^{2}}
이다. 여기서 {\displaystyle m}은 물체의 질량 {\displaystyle v}는 강체의 질량 중심의 속력이다.
물체의 운동 에너지는 그것이 측정되는 기준계에 의존한다. 하지만 에너지가 나가거나 들어올 수 없는 고립계에서의 전체 에너지는 시간이 지나도 그것이 측정되는 기준계 안에서는 변하지 않는다. 그러므로 로켓 엔진에서 운동 에너지로 변환되는 화학 에너지는 기준계에 따라 우주선체와 배기 가스에 다른게 나뉜다. 이를 오베르트 효과라고 부른다. 하지만 어떤 기준계를 선택하든지 운동 에너지, 연료의 화학 에너지 등을 포함한 전체 에너지는 시간에 따라 변하지 않는다. 하지만 다른 기준계를 따라 움직이는 서로 다른 관측자들이 관측한 전체 에너지는 서로 다를 수 있다.
기준계에 따라 계의 운동 에너지는 달라지는데 운동량 중심을 따라 움직이는 기준계에서 측정할 때 운동 에너지는 최소값을 가진다.  이는 이 기준계에서 계의 총 운동량이 0이기 때문이다.

#### 유도
극소 시간 dt 동안 입자를 가속시키는데 필요한 일은 힘 과 변위의 내적과 같다. 따라서,
{\displaystyle \mathbf {F} \cdot d\mathbf {x} =\mathbf {F} \cdot \mathbf {v} dt={\frac {d\mathbf {p} }{dt}}\cdot \mathbf {v} dt=\mathbf {v} \cdot d\mathbf {p} =\mathbf {v} \cdot d(m\mathbf {v} )\,}
이고, 여기서 {\displaystyle \mathbf {p} =m\mathbf {v} } 라고 가정하였다. 내적의 성질을 이용하면,
{\displaystyle d(\mathbf {v} \cdot \mathbf {v} )=(d\mathbf {v} )\cdot \mathbf {v} +\mathbf {v} \cdot (d\mathbf {v} )=2(\mathbf {v} \cdot d\mathbf {v} )}
이므로, 질량이 일정하다고 가정하면 다음과 같다.
{\displaystyle \mathbf {v} \cdot d(m\mathbf {v} )={\frac {m}{2}}d(\mathbf {v} \cdot \mathbf {v} )={\frac {m}{2}}dv^{2}=d\left({\frac {mv^{2}}{2}}\right)}
따라서 이것은 전미분이므로 우리는 이것을 적분하여 운동 에너지를 구할 수 있게 된다. 물체가 0초 일 때 정지해있다고 가정하고 0부터 t까지 시간에 대해 적분하면
{\displaystyle E_{\text{k}}=\int _{0}^{t}\mathbf {F} \cdot d\mathbf {x} =\int _{0}^{t}\mathbf {v} \cdot d(m\mathbf {v} )=\int _{0}^{v}d\left({\frac {mv^{2}}{2}}\right)={\frac {mv^{2}}{2}}}
이다. 이 식은 운동 에너지(Ek)가 속도(v)와 운동량(p)의 미소 변화의 내적과 같음을 의미한다. 또한 물체는 처음에 운동 에너지를 가지고 있지 않았다고 가정한다.

### 회전체의 운동 에너지
강제 Q가 질량 중심을 통과하는 어떤 선을 중심으로 회전한다면 회전 운동 에너지({\displaystyle E_{\text{r}}})가 존재하게 된다. 이는 움직이는 부분들의 운동 에너지 합과 같다. 따라서,
{\displaystyle E_{\text{r}}=\int _{Q}{\frac {v^{2}dm}{2}}=\int _{Q}{\frac {(r\omega )^{2}dm}{2}}={\frac {\omega ^{2}}{2}}\int _{Q}{r^{2}}dm={\frac {\omega ^{2}}{2}}I={\begin{matrix}{\frac {1}{2}}\end{matrix}}I\omega ^{2}}
여기서
- {\displaystyle \omega }는 물체의 각속도이다.
- {\displaystyle r}은 미소 질량 {\displaystyle dm}과 선의 거리이다.
- {\displaystyle I}는 물체의 관성 모멘트로 {\displaystyle \int _{Q}{r^{2}}dm} 와 같다.

이 식에서 관성 모멘트는 질량 중심을 통과하는 회전축에 대해 측정되어야 하며 각속도 또한 그 회전축에 대해 측정되어야 한다.  물체의 편심된 모양때문에 생기는 떨림 운동이 있는 물체의 관한 좀더 일반적인 식도 존재한다.

### 계의 운동 에너지
계에서의 물체는 계와의 상대적인 운동에 의해 생기는 내적인 운동 에너지를 가지고 있다. 예를 들어, 태양계에서는 행성과 미행성들이 태양을 중심으로 공전하고 있다. 가스 탱크 안에서는 분자들이 거의 모든 방향으로 움직이고 있다. 이 때 계의 운동에너지는 계가 포함하는 모든 물체의 운동 에너지의 합이다.
정지한 거시적인 물체(즉, 물체의 운동량 중심을 따라 이동하는 기준계)는 원자 또는 분자 수준에서 분자의 병진, 회전, 진동이나 전자의 병진과 스핀 또는 핵 스핀 등 때문에 운동 에너지 형태의 다양한 내적 에너지를 가지고 있다. 특수 상대성이론에서 이들 모두는 물체 질량을 구성하게 된다. 거시적인 물체의 운동을 기술할 때 운동 에너지는 거시적인 운동에만 관한 것이다. 그렇지만 모든 형태의 내적 에너지들은 물체의 질량, 관성, 전체 에너지를 구성하게 된다.

### 기준계
한 물체의 속력 혹은 위치 에너지는 계에 의존적이며 어떤 관성계를 선택하든 음수가 아닌 값을 얻을 수 있다. 예를 들어, 관측자 옆으로 총알이 지나간다고 해보자. 그럼 총알은 관측자의 기준계에서 운동 에너지를 갖게 된다. 이번엔 관측자가 총알과 같은 속도로 움직인다고 해보자. 그럼 그 관측자의 기준 계에서 총알의 운동 에너지는 0이 된다. 한편, 계의 모든 물체가 같은 속도로 움직이지 않는 한 어떤 관성계를 선택하든 전체 운동 에너지가 0이 되도록 할 수 없다. 즉, 관성계를 정했을 때 그 안에서 모든 물체가 정지한 상태가 아니면 전체 운동 에너지는 0이 아닌 최소값을 가진다.
계의 전체 운동 에너지는 관성계에 따라 달라진다. 그것은 운동량 중심을 기준계로 하였을 때 전체 운동에너지와 같거나 혹은 전체 질량이 질량 중심에 집중 되었을 때 그 전체 질량이 갖는 운동 에너지와 같다.
이것을 간단히 나타내보자. {\displaystyle \textstyle \mathbf {V} }를 어떤 기준계 k 에서의 질량 중심 기준계 i의 상대적인 속도라고 하자. 그런데,
{\displaystyle \textstyle v^{2}=(v_{i}+V)^{2}=(\mathbf {v} _{i}+\mathbf {V} )\cdot (\mathbf {v} _{i}+\mathbf {V} )=\mathbf {v} _{i}\cdot \mathbf {v} _{i}+2\mathbf {v} _{i}\cdot \mathbf {V} +\mathbf {V} \cdot \mathbf {V} =v_{i}^{2}+2\mathbf {v} _{i}\cdot \mathbf {V} +V^{2}}
이므로
{\displaystyle E_{\text{k}}=\int {\frac {v^{2}}{2}}dm=\int {\frac {v_{i}^{2}}{2}}dm+\mathbf {V} \cdot \int \mathbf {v} _{i}dm+{\frac {V^{2}}{2}}\int dm}
이다. {\displaystyle \int {\frac {v_{i}^{2}}{2}}dm=E_{i}}를 질량 중심 기준계에서의 운동 에너지라고 한다면 {\displaystyle \int \mathbf {v} _{i}dm}는 단순히 전체 운동량이 될 것이고 이것은 질량 중심 기준계에서 정의에 의해 0이 된다. 그리고 {\displaystyle \int dm=M}는 전체 질량이므로 다음을 얻는다.
{\displaystyle E_{\text{k}}=E_{i}+{\frac {MV^{2}}{2}}}
그러므로 계의 운동에너지는 운동량 중심 기준계 즉, 질량 중심이 정지해있는 기준계(질량 중심 기준계 또는 다른 운동량 중심 기준계)에서 최소값을 가진다. 이외에 다른 기준계에서는 질량 중심의 속력으로 이동하는 전체 질량에 해당하는 추가적인 운동 에너지가 존재한다. 운동량 중심 기준계에서의 계의 운동 에너지는 불변량이다.

### 계에서의 회전
가끔 물체의 운동 에너지를 물체 질량 중심의 병진 운동 에너지와 질량 중심에 대한 회전 에너지로 나누는 것은 편리한 방법이다. 즉,
{\displaystyle E_{\text{k}}=E_{t}+E_{\text{r}}\,}
이고, {\displaystyle E_{\text{k}}}는 전체 운동 에너지, {\displaystyle E_{\text{t}}}는 병진 운동 에너지, {\displaystyle E_{\text{r}}}은 질량 중심을 관통하는 선을 회전축으로 하는 회전 운동의 에너지이다.(질량 중심의 기준계에서 관측할 때)

## 강체의 상대론적 운동 에너지
만약 물체의 속력이 빛의 속력에 꽤 가까울 때, 운동 에너지를 계산하기 위해서는 상대론을 적용해야 한다. 특수 상대성 이론에서 선형 운동량의 표현은 고전 역학에서와 다르다.
물체의 정지 질량을 {\displaystyle m}, {\displaystyle \mathbf {v} }와 {\displaystyle v}를 각각 속도와 속력, {\displaystyle c}를 진공에서의 빛의 속력이라고 한다면 선형 운동량은
{\displaystyle \mathbf {p} =m\gamma \mathbf {v} }
{\displaystyle \gamma =1/{\sqrt {1-v^{2}/c^{2}}}}
이다.
한편, 부분 적분에 의해
{\displaystyle E_{\text{k}}=\int \mathbf {v} \cdot d\mathbf {p} =\int \mathbf {v} \cdot d(m\gamma \mathbf {v} )=m\gamma \mathbf {v} \cdot \mathbf {v} -\int m\gamma \mathbf {v} \cdot d\mathbf {v} =m\gamma v^{2}-{\frac {m}{2}}\int \gamma d(v^{2})}
이고, {\displaystyle \gamma =(1-v^{2}/c^{2})^{-1/2}\!} 이므로
{\displaystyle {\begin{aligned}E_{\text{k}}&=m\gamma v^{2}-{\frac {-mc^{2}}{2}}\int \gamma d(1-v^{2}/c^{2})\\&=m\gamma v^{2}+mc^{2}(1-v^{2}/c^{2})^{1/2}-E_{0}\end{aligned}}}
이다. {\displaystyle E_{0}}는 부정 적분의 적분 상수이다. 표현을 간단히 하면
{\displaystyle {\begin{aligned}E_{\text{k}}&=m\gamma (v^{2}+c^{2}(1-v^{2}/c^{2}))-E_{0}\\&=m\gamma (v^{2}+c^{2}-v^{2})-E_{0}\\&=m\gamma c^{2}-E_{0}\end{aligned}}}
이다. {\displaystyle E_{0}}는 {\displaystyle \mathbf {v} =0,\ \gamma =1\!}일 때 {\displaystyle E_{\text{k}}=0\!}인 것을 대입하면
{\displaystyle E_{0}=mc^{2}\,}
임을 알 수 있다.
따라서,
{\displaystyle E_{\text{k}}=m\gamma c^{2}-mc^{2}={\frac {mc^{2}}{\sqrt {1-v^{2}/c^{2}}}}-mc^{2}}
이다. 이 공식에 의하면 물체를 정지 상태에서 빛의 속도에 가깝도록 가속할 때 필요한 일의 양이 무한대에 가까워지는 것을 알 수 있다. 따라서 물체를 빛의 속도 보다 빠르게 가속시키는 것은 불가능하다.
이 식의 부산물은 바로 질량-에너지 동등성-정지한 물체는 {\displaystyle E_{\text{rest}}=E_{0}=mc^{2}\!}에 해당하는 에너지를 가지고있다-이다.
{\displaystyle v<<c}일 때, 상대론적 운동 에너지는 고전 역학에서의 운동 에너지와 거의 일치한다. 이것은 이항근사나 테일러 전개의 앞 두 항만을 취할 때 얻을 수 있다. 즉,
{\displaystyle E_{\text{k}}\approx mc^{2}\left(1+{\frac {1}{2}}v^{2}/c^{2}\right)-mc^{2}={\frac {1}{2}}mv^{2}}
따라서 낮은 속력에서 전체 에너지 {\displaystyle E_{k}}는 정지 질량 에너지 더하기 뉴턴 운동 에너지로 나뉜다.
빛보다 매우 낮은 속력으로 운동할때(일상생활과 관련된 모든 운동), 첫 테일러 전개의 첫 두항이 지배적인 값을 차지한다. 테일러 전개의 다음항까지 근사를 하면
{\displaystyle E_{\text{k}}\approx mc^{2}\left(1+{\frac {1}{2}}v^{2}/c^{2}+{\frac {3}{8}}v^{4}/c^{4}\right)-mc^{2}={\frac {1}{2}}mv^{2}+{\frac {3}{8}}mv^{4}/c^{2}}
인데 여기서 맨 오른쪽 식의 두번째 항은 낮은 속력에서 매우 작다. 예를 들어, 10km/s로 운동하는 물체의 경우 두번째 항은 0.0417J/kg(첫번째 항은 50MJ/kg)이다. 100km/s 일때는 417J/kg(첫번째 항은 5GJ/kg)이다. 따라서 첫번째 항에 비해 매우 작은 값을 가짐을 알 수 있다.
상대론에서 운동 에너지와 운동량의 관계는
{\displaystyle E_{\text{k}}={\sqrt {p^{2}c^{2}+m^{2}c^{4}}}-mc^{2}}
로 주어진다. 이 또한 테일러 전개를 할 수 있으며 첫번째 항이 뉴턴 역학에서의 표현과 일치한다.

## 양자 역학에서의 운동 에너지
양자 역학에서 운동 에너지와 같은 관측할 수 있는 물리량들은 연산자의 형태로 나타내어진다. 입자의 질량이 m 이라면 운동 에너지 연산자는 해밀토니안에서 하나의 항으로 나타나며 좀 더 기본적인 연산자인 운동량 연산자 {\displaystyle {\hat {p}}}를 사용하여 정의된다. 운동 에너지 연산자를 {\displaystyle {\hat {T}}}라고 하면,
{\displaystyle {\hat {T}}={\frac {{\hat {p}}^{2}}{2m}}}
이다. 이는 고전 역학에서 운동 에너지와 운동량의 관계
{\displaystyle E_{\text{k}}={\frac {p^{2}}{2m}}}
와 유사한 것을 살펴볼 수 있다.
슈뢰딩거의 묘사에서 {\displaystyle {\hat {p}}}는 각각의 위치 좌표에 대해 미분을 취한 형태인 {\displaystyle -i\hbar \nabla }이며, 따라서
{\displaystyle {\hat {T}}=-{\frac {\hbar ^{2}}{2m}}\nabla ^{2}}
이다.
N개의 전자로 이루어진 계의 운동 에너지 기대값 {\displaystyle \langle {\hat {T}}\rangle }는 각 전자의 운동 에너지 기대값의 합이다.
{\displaystyle \langle {\hat {T}}\rangle ={\bigg \langle }\psi {\bigg \vert }\sum _{i=1}^{N}{\frac {-\hbar ^{2}}{2m_{\text{e}}}}\nabla _{i}^{2}{\bigg \vert }\psi {\bigg \rangle }=-{\frac {\hbar ^{2}}{2m_{\text{e}}}}\sum _{i=1}^{N}{\bigg \langle }\psi {\bigg \vert }\nabla _{i}^{2}{\bigg \vert }\psi {\bigg \rangle }}
{\displaystyle m_{\text{e}}}는 전자의 질량이며 {\displaystyle \nabla _{i}^{2}}는 i번째 전자에 대한 라플라시안이다.
양자 역학에서 밀도범함수 형식화(formailsm)에서는 오로지 전자 밀도에 대한 정보만 필요로한다. 다시 말해서, 보통 파동 함수에 대한 정보를 필요로 하지 않는다. 전자 밀도 함수를 {\displaystyle \rho (\mathbf {r} )}라고 하면, N개의 전자로 이루어진 계의 운동 에너지 범함수는 알 수 없지만 1개의 전자로 이루어진 계의 경우 운동 에너지는 다음과 같이 쓰일 수 있다.
{\displaystyle T[\rho ]={\frac {1}{8}}\int {\frac {\nabla \rho (\mathbf {r} )\cdot \nabla \rho (\mathbf {r} )}{\rho (\mathbf {r} )}}d^{3}r}
{\displaystyle T[\rho ]}는 바이츠제커의 운동 에너지 범함수이다.

## 입자의 운동 에너지
열을 가진 모든 입자 또한 운동에너지를 가지고 있는데 기체의 운동에너지는 몰수 n 과 절대온도 T에 비례한다. 즉,
{\displaystyle E={3 \over 2}nRT}
와 같다. 여기서 R은 기체 상수이다.

## 같이 보기
- 탈출 속도
- 줄 (단위)
- 운동 에너지탄
- 평행축 정리
- 위치 에너지

## 참고 문헌
- Physics Classroom (2000). “Kinetic Energy”. 2015년 7월 19일에 확인함.
- 옥스포드 영어사전 1998년
- School of Mathematics and Statistics, University of St Andrews (2000). “Biography of Gaspard-Gustave de Coriolis (1792-1843)”. 2006년 3월 3일에 확인함.
- Serway, Raymond A.; Jewett, John W. (2004). 《Physics for Scientists and Engineers》 6판. Brooks/Cole. ISBN 0-534-40842-7.
- Tipler, Paul (2004). 《Physics for Scientists and Engineers: Mechanics, Oscillations and Waves, Thermodynamics》 5판. W. H. Freeman. ISBN 0-7167-0809-4.
- Tipler, Paul; Llewellyn, Ralph (2002). 《Modern Physics》 4판. W. H. Freeman. ISBN 0-7167-4345-0.